# Dolichopodidae
I Dolicopodidi (Dolichopodidae Latreille, 1809) sono una famiglia cosmopolita di insetti dell'ordine dei Ditteri (Brachycera: Muscomorpha). È la famiglia più numerosa fra gli Empidoidea e una dei più ricche nell'ambito dell'ordine dei Ditteri. Come la maggior parte degli Empidoidei, comprende forme predatrici entomofaghe allo stadio sia larvale sia adulto.

## Nomenclatura
Il nome scientifico e il relativo adattamento fonetico in italiano derivano dalla combinazione, in greco, di δολιχος (dolichos, lungo) e ποδος (podos, piede) e fanno riferimento alla forma delle zampe, lunghe e sottili, che caratterizza la generalità degli adulti di questa famiglia. Analoghi riferimenti si riscontrano nei nomi comuni in inglese, long-legged flies, e in tedesco, langbeinfliegen ("mosche dalle zampe lunghe").
Tradizionalmente la famiglia si identifica in un raggruppamento omogeneo di ditteri, suddiviso in 15 sottofamiglie, ma negli ultimi anni ricorre un'interpretazione estesa, con l'inclusione di due piccole sottofamiglie, Microphorinae e Parathalassiinae, che diversi Autori trattano separatamente. Per consuetudine si usa spesso la denominazione Dolichopodidae sensu stricto per fare riferimento all'accezione storica della famiglia, comprendente il maggior numero di specie, mentre la denominazione Dolichopodidae sensu lato è usata per fare riferimento al gruppo esteso alle due suddette sottofamiglie.

## Descrizione

### Adulti
Le principali differenze morfologiche ricorrono fra la sottofamiglia dei Microphorinae da un lato e i Dolichopodidae sensu stricto dall'altro; i Parathalassiinae si collocano in una posizione intermedia, condividendo caratteri morfologici con l'uno o con l'altro gruppo. Messi in relazione con gli altri Empidoidea e con i Cyclorrhapha, i Dolichopodidae sensu stricto si presentano come il gruppo di Brachiceri inferiori più affine ai Ciclorrafi e i Parathalassiinae si presentano come la forma più primitiva dei Dolichopodidae. Più incerta è la collocazione dei Microphorinae che, in ogni modo, manifestano caratteri decisamente più primitivi.

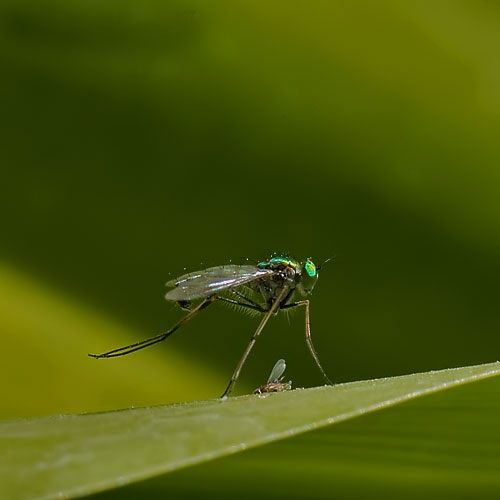
Tipico aspetto di un dolicopodide: aspetto muscoide, zampe marcatamente lunghe, livrea con colore verde con riflessi metallici (esemplare maschio).

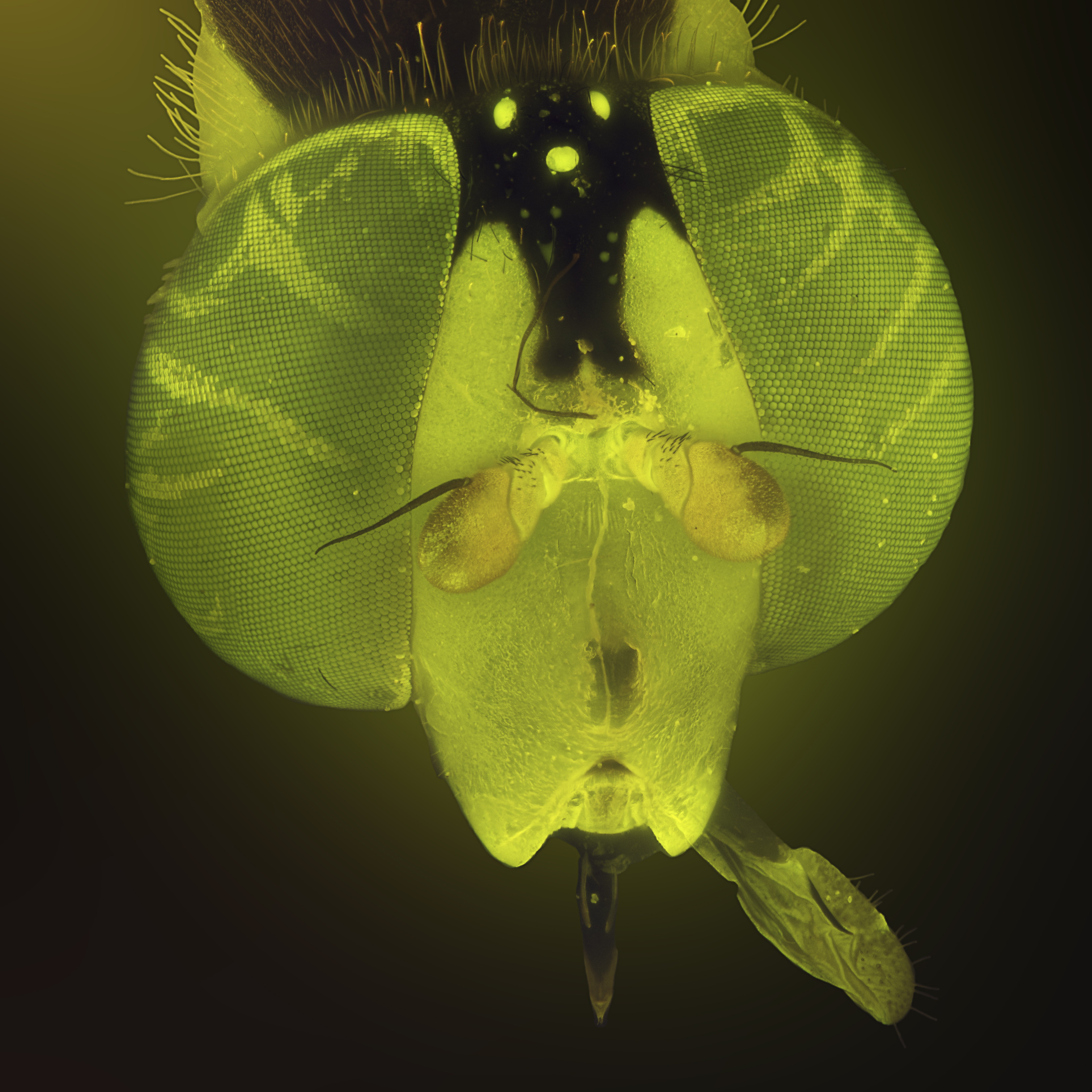
Testa al microscopio

Gli adulti dei Dolichopodidae sensu stricto hanno livree spesso appariscenti, caratterizzate dalla presenza di pigmentazioni verdi o gialle, a volte con riflessi metallici azzurri o bronzei; meno frequentemente, le livree sono scure, con colori variabili dal bruno al nero al grigio. I Microphorinae e i Parathalassiinae sono meno appariscenti, con livree grigio scure. Le dimensioni del corpo variano da 1 a 10 mm, ma quelle medio-grandi ricorrono esclusivamente fra i Dolichopodidae sensu stricto, mentre i Microphorinae e i Parathalassiinae hanno dimensioni di 1–3 mm. Le differenze morfologiche più evidenti fra i due raggruppamenti riguardano la conformazione delle ali e della nervatura alare; meno evidenti, ma significative, sono inoltre le differenze che concernono la morfologia delle antenne, dell'apparato boccale e dell'apparato genitale esterno, in particolare quello dei maschi.
Il capo è semisferico, in genere con regione occipitale piatta o leggermente convessa dorsale e con vertice concavo, da cui emerge la placca ocellare, portante tre ocelli e di grandi occhi composti. Nella generalità della famiglia, il capo è oloptico nei maschi e dicoptico nelle femmine, ad eccezione dei Microphorinae, nei quali entrambi i sessi hanno capo dicoptico. La chetotassi è caratterizzata dalla presenza di due setole ocellari, due postocellari e in genere due verticali esterne
Le antenne sono inserite nella parte alta della zona facciale e sono di tipo aristato; hanno scapo globoso, pedicello breve e compresso lateralmente, primo flagellomero più sviluppato degli altri segmenti e stilo setaceo. Lo stilo è composto da due segmenti nei Microphorinae, con il primo molto breve, da un solo segmento nel resto della famiglia; l'inserzione sul primo flagellomero è dorsale nei Dolichopodidae sensu stricto, apicale nei Parathalassiinae e nei Microphorinae. L'apparato boccale è generalmente breve, di tipo pungente-succhiante ma poco adatto alla funzione perforante. Il labbro superiore è breve, sottile e diritto, con epifaringe provvista di strutture taglienti generalmente ricurve e robuste (lame epifaringee). Le mandibole sono rudimentali e le mascelle hanno perso la lacinia (stilettiforme negli altri Empidoidea) e sono ridotte al solo stipite e al palpo; quest'ultimo è composto da un solo segmento. Il labbro inferiore è conformato a doccia e termina con un'espansione bilobat (labelli), provvista di pseudotrachee e, talvolta, fortemente sclerificata. La funzione perforante, svolta dal labbro superiore negli Empidoidei, è secondariamente persa nei Dolicopodidi, i quali sfruttano le lame epifaringee e i labelli.
Il torace è caratterizzato dalla presenza di un sottile sclerite trasverso, detto sclerite ventrocervicale anteriore, sulla parte ventrale della membrana del collo. Le setole acrosticali sono brevi, allineate su una o due serie distinte da quelle dorsocentrali, queste ultime più lunghe e allineate su una sola serie per lato, composta da 6 unità. I Microphorinae hanno invece setole acrosticali e dorsocentrali multiseriali. Lungo il margine laterale del mesonoto è presente un'ulteriore fila di setole, di cui una sul prescuto (presuturale), a volte assente, una sulla sutura trasversa (suturale) e tre sullo scuto (distinte rispettivamente in due sopralari e una postalare). Altre setole, in numero ridotto, sono presenti nel callo omerale (una omerale), ai margini laterali del prescuto (due postomerali), sul notopleuron (due notopleurali), sul margine posteriore dello scutello (due scutellari). Gli scleriti pleurali sono generalmente privi di setole.
Le zampe, come si è detto, sono marcatamente lunghe e sottili. Le zampe anteriori non presentano particolari adattamenti funzionali riscontrabili in altri Empidoidei, i femori e le tibie sono rivestiti uniformemente da setole rade. All'estremità distale delle tibie anteriori, sul lato dorsale, è presente un pettine di setole; una struttura analoga è presente sul lato ventrale dell'estremità distale delle tibie posteriori.
| Microphorinae | Parathalassiinae      |
| Schema della nervatura alare nei quattro generi degli Atelestidae. Sotto, a sinistra: tipo con M1 arcuata. Sotto, a destra: tipo con M1 diritta e M2 assente. Nervature longitudinali: C: costa; Sc: subcosta; R: radio; M: media; Cu: cubito; A: anale. Nervature trasversali: h: omerale; r-m: radio-mediale; m-cu: medio-cubitale. Cellule: d: discale; br: 1ª basale; bm: 2ª basale; cup: cellula cup. |                       |
| Dolichopodidae s.str. | Dolichopodidae s.str. |

Le ali sono in genere relativamente lunghe e strette, meno frequentemente larghe; presentano in genere una lunga setola inserita sul bordo anteriore, alla base della costa, hanno il lobo anale ampio e leggermente convesso e sono prive di pterostigma. L'ala dei Microphorinae è caratterizzata dalla presenza dello pterostigma e da un'incisione profonda del margine alla base del lobo anale. La nervatura alare è in generale caratterizzata dalla posizione prossimale, fortemente eccentrica, delle biforcazioni primarie, delle nervature trasverse radio-mediale e medio-cubitale, con conseguente riduzione dello sviluppo in lunghezza delle cellule basali. Queste sono le principali caratteristiche:
- La costa termina all'apice dell'ala, in corrispondenza della confluenza di M1 in tutti i Dolichopodidae sensu stricto, mentre si estende all'intero margine nei Microphorinae e nei Parathalassiinae.
- La subcosta è breve; nei Microphorinae è completa e ricurva e termina sulla costa; nei Dolichopodidae sensu stricto e nei Parathalassiinae è incompleta oppure termina su R1, generalmente all'altezza della biforcazione del settore radiale.
- La radio si divide solo in tre rami, per assenza delle biforcazioni R2+3 e R4+5. Caratteristica è la posizione prossimale della biforcazione primaria della radio, con deviazione del settore radiale all'altezza della nervatura trasversa omerale.

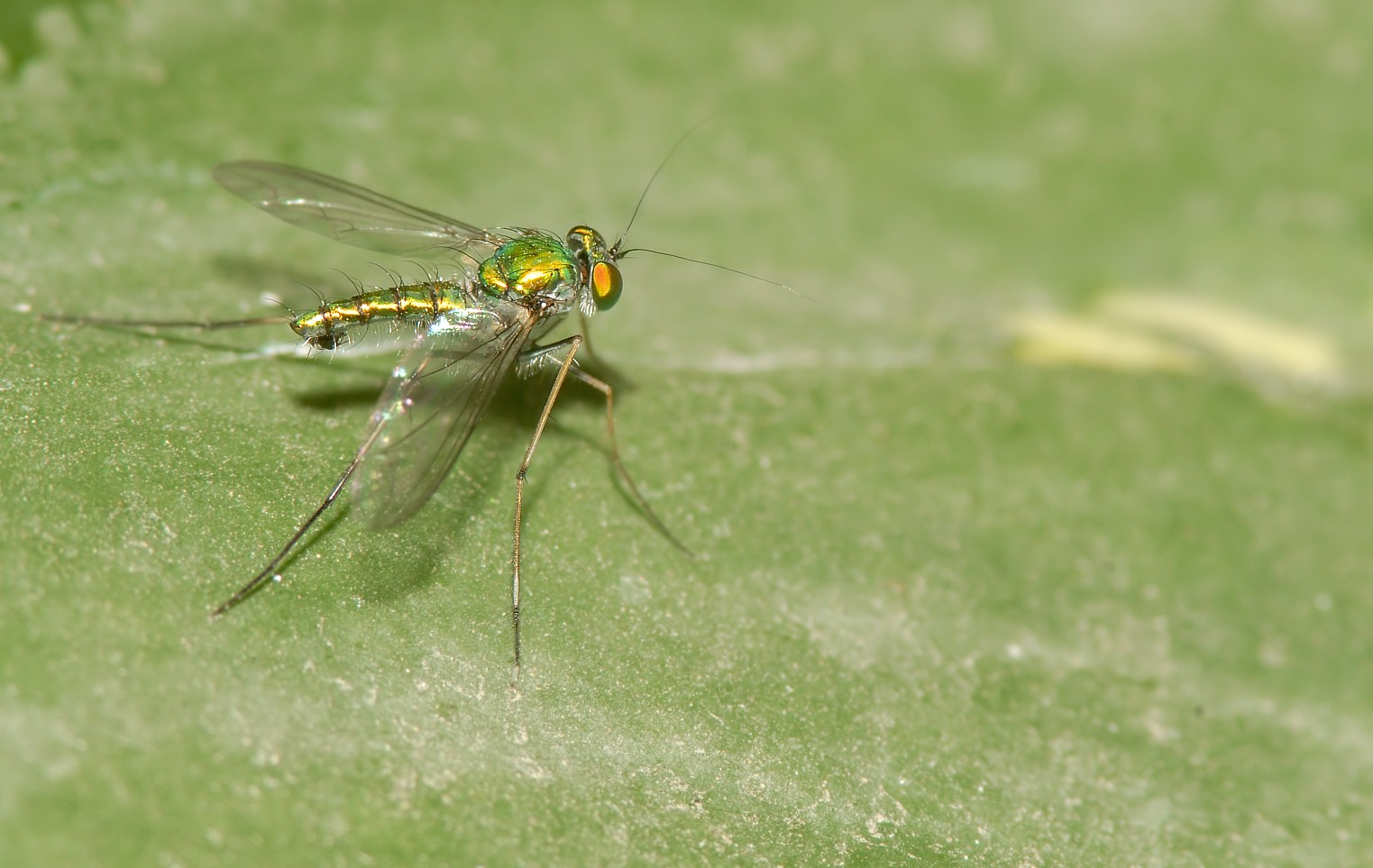
Maschio di dolicopodide. L'addome è più sottile ed è evidente l'ipopigio terminale, retroflesso sotto l'urite VII.

- La media è divisa in genere in due o tre rami: nei Microphoridae e, in genere, nei Parathalassiinae, sono presenti tre rami che traggono separatamente origine dai vertici distali della cellula discale. Nei Dolichopodidae sensu stricto, invece, la biforcazione M1+2, quando è presente, è distale rispetto alla cellula discale, perciò da quest'ultima emergono due sole nervature, con quella anteriore che può biforcarsi in M1 e M2; il ramo M2 in molti Dolichopodidae sensu stricto è del tutto assente oppure incompleto o debole. La vena M1 può avere un percorso diritto oppure variamente ricurvo
- Il sistema cubito-anale è poco sviluppato, talvolta evanescente nei Parathalassinae; in generale, la cubito subisce una forte curvatura e devia verso il lobo anale confluendo sull'anale. Il tratto terminale A1+CuA è incompleto e termina prima di raggiungere il margine.
- Le cellule basali sono piuttosto brevi e comprese entro il primo quarto dell'ala. Nei Dolichopodidae sensu stricto, il tratto basale M3+4 è evanescente, perciò la seconda basale e la cellula discale risultano fuse.
- La cellula cup ha uno sviluppo ridotto a causa della forte curvatura della cubito, perciò si presenta più breve della seconda basale e confinata nella base posteriore dell'ala.

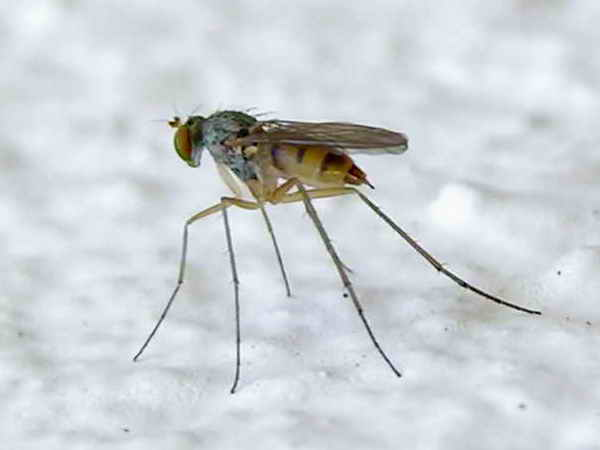
Femmina di dolicopodide. Si distingue facilmente dal maschio per la conformazione dell'addome: gli ultimi uriti sono retratti all'interno del V-VI urite, perciò l'addome ha una forma ovoidale-oblunga, più o meno affusolata all'estremità caudale.

L'addome è in genere lungo e sottile. Quello delle femmine è composto da 5-6 uriti apparenti, con i 4-5 uriti terminali retratti; l'estremità è provvista di una fila semplice di spine e porta un paio di cerci fortemente sclerificati, con brevi setole spiniformi. L'addome dei maschi comprende 5-7 uriti apparenti; il settimo urite è tubulare e forma un peduncolo portante l'ipopigio, spesso piuttosto ampio; in Sympycnus, il settimo urite è ridotto e l'ipopigio è retratto. L'ipopigio è in parte asimmetrico, ruotato a seguito di una torsione assiale di 180°, piegato a destra e retroflesso sotto l'addome.
I Dolichopodidae sensu stricto sono provvisti di quattro papille rettali robuste e sclerificate.
In molte specie si evidenzia un marcato dimorfismo sessuale, con comparsa di caratteri anche abnormi, nel maschio, che riguardano deformazioni dell'arista delle antenne, deformazioni e pigmentazioni zonali delle ali, distribuzione specifica della pruinosità nel tegumento e, soprattutto, comparsa di ornamenti e deformazioni nelle zampe. Questi caratteri sessuali secondari, variando da specie a specie, sono fondamentali nella determinazione della specie anche nel sesso femminile, caratterizzato da una maggiore uniformità morfologica: per molte specie non è possibile la determinazione tassonomica sulla base della morfologia della femmina, perciò gli esemplari di sesso femminile possono essere determinati indirettamente in occasione del corteggiamento, almeno nei casi in cui la specie presenta il dimorfismo sessuale.

### Stadi giovanili
La larva è apoda e microcefala, di colore biancastro e di forma cilindrica, conica in corrispondenza della regione cefalo-toracica. Le dimensioni variano da pochi millimetri a 15 mm di lunghezza. La capsula cefalica non presenta sclerificazioni ed ha una colorazione scura in corrispondenza dell'apparato boccale. L'estremità caudale è tronca ed è divisa da due solchi in quattro lobi, di cui quelli dorsali portano i due spiracoli tracheali.
La pupa si sviluppa all'interno di un bozzolo, prodotto dalla larva matura mescolando seta e detriti vari. È provvista di due processi respiratori dorsali cefalotoracici, che emergono immediatamente dietro gli occhi, e di due robuste spine caudali.

## Biologia

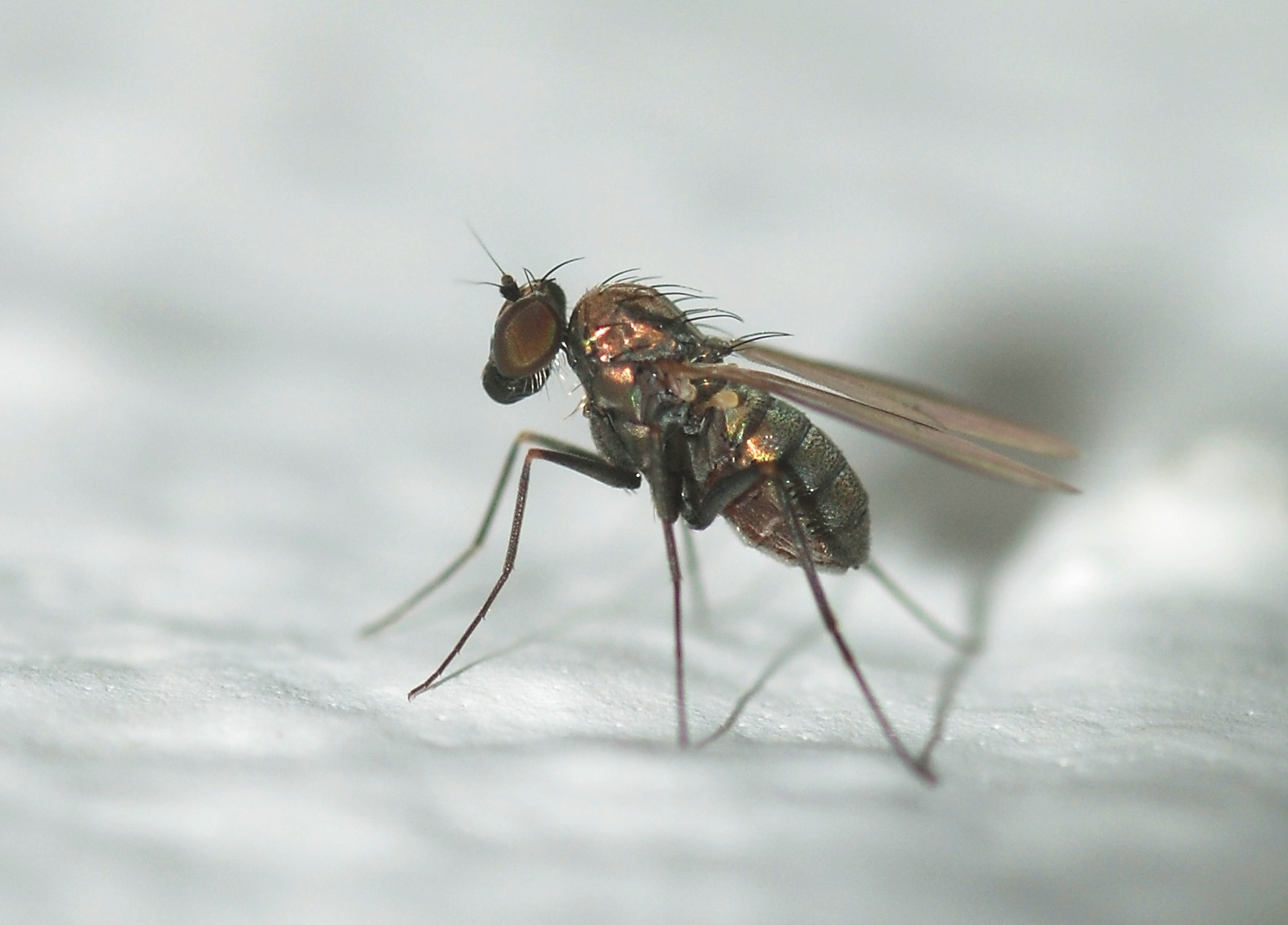
Femmina di Medetera.

Gli adulti dei Dolicopodidi sono predatori di piccoli artropodi dall'esoscheletro poco consistente, come acari, afidi, psille, tisanotteri, moscerini. Per alimentarsi, gli adulti dei Dolichopodidae sfruttano la sclerificazione delle pseudotrachee del labellum: il corpo della preda viene schiacciato fra i due lobi, con l'ausilio delle pseudotrachee sclerificate, e introdotto nella cavità orale. Le lame epifaringee lacerano il corpo facendone fuoriuscire i fluidi, assorbiti poi attraverso un canale alimentare formato dalla contrapposizione dell'ipofaringe e del labbro inferiore. Questo comportamento spiega l'attività predatoria indirizzata verso invertebrati di dimensioni relativamente piccole e dal tegumento poco consistente, contrariamente a quanto avviene in altri Brachiceri inferiori, i quali sfruttano le zampe raptatorie per ghermire la preda e la robustezza del labbro superiore e/o dell'ipofaringe per perforarne il tegumento, spesso anche robusto e consistente.
La biologia delle larve è in molti casi sconosciuta, tuttavia, per le specie conosciute, le larve mostrano un comportamento predatorio come nella maggior parte dei Brachiceri inferiori, e si sviluppano a spese dei piccoli invertebrati, in genere larve di altri insetti. In generale, il regime dietetico è polifago, ma vi sono anche dolicopodidi che hanno una certa specificità nutrendosi prevalentemente a spese di determinate categorie funzionali di organismi. Ad esempio, le larve di alcuni generi, in particolare Medetera, frequenti sotto le cortecce degli alberi, sono generalmente associate a larve di coleotteri scolitidi. Fanno eccezione, nell'ambito dell'ordinaria carnivoria di questi ditteri, le larve del genere Thrypticus, fitofaghe minatrici a spese degli steli di varie monocotiledoni.

## Habitat

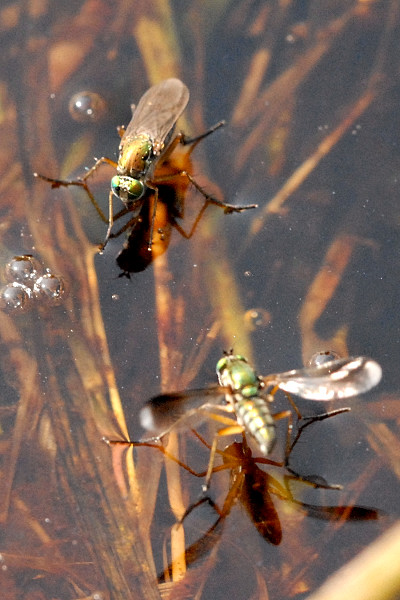
Sfruttando la tensione superficiale, gli adulti dei Dolicopodidi predano anche le larve acquatiche dei nematoceri posandosi sulla superficie di acque stagnanti.

I Dolicopodidi sono ditteri prevalentemente associati ad ambienti umidi terrestri o di transizione e, nel contempo, ricchi di vegetazione. Il maggior numero di specie vive in foreste umide, mangrovie, paludi, ecosistemi fluviali e lacustri, ecc. La marcata biodiversità relativa a questa famiglia ha permesso anche la colonizzazione di ecosistemi asciutti da parte di Dolicopodidi secondariamente adattati a queste condizioni ambientali, sia pure con un limitato numero di specie; in questo caso gli ambienti più frequentemente colonizzati dai Dolicopodidi sono le dune costiere e le praterie.
Gli adulti si rinvengono spesso fra la vegetazione oppure posati su superfici verticali esposte all'aperto come rocce, rami, paletti, dove abitualmente consumano il loro pasto o si riproducono. Le larve vivono in substrati umidi di varia natura come il fango, le lettiere e altri substrati organici in decomposizione, le cavità e la corteccia degli alberi, il suolo umido. Nell'ambito della famiglia si riscontrano comunque adattamenti specifici che offrono un'ampia gamma di comportamenti. Fra gli adattamenti particolari ci sono quelli della sottofamiglia Hydrophorinae, le cui larve hanno conservato l'ancestrale comportamento e vivono come semiacquatiche, associate in particolare ad habitat igropetici.

## Sistematica
Nella storia della tassonomia dei Ditteri, questa famiglia era compresa nella coorte degli Orthorrhapha, gruppo sistematico artificiale, in quanto parafiletico, comprendente i ditteri oggi indicati genericamente come Brachiceri inferiori. La classificazione filogenetica mise fra loro in relazione le famiglie degli Empididae e dei Dolichopodidae: Hennig (1970) definiva la sezione Empidiformia, includendovi le due famiglie Empididae e Dolichopodidae e Rohdendorf et al. (1974), nell'ambito dell'infraordine Asilomorpha individuavano la superfamiglia Empididea, comprendente le famiglie Empididae, Hilarimorphidae e Dolichopodidae. Chvála (1983) revisionò la superfamiglia degli Empidoidea, scorporando gli Empididae in quattro famiglie, fra cui quella dei Microphoridae, tuttavia mantenne invariato l'inquadramento e la suddivisione sistematica dei Dolichopodidae. Sinclair & Cumming (2006), dopo aver riscontrato un certo consenso alle loro tesi, espresse già dal 2000 hanno formalizzato una nuova revisione integrando l'originario schema di Chvála, spostando però i Microphoridae sensu Chvála all'interno dei Dolichopodidae e separandoli nelle due sottofamiglie Microphorinae e Parathalassiinae.
L'interpretazione estesa della famiglia Dolichopodidae non è pienamente condivisa: gli stessi Autori che l'hanno proposta, hanno espresso un dubbio sull'esatta collocazione dei Microphorinae, che in rapporto ai Dolichopodidae sensu stricto risultano essere un gruppo parafiletico. Infatti, la tribù dei Parathalasiini sensu Chvála sarebbe una linea primitiva in relazione ai Dolichopolidae sensu stricto, mentre incerta è la collocazione filogenetica dei generi Microphor e Schistostoma (tribù Microphorini sensu Chvála). Sinclair & Cumming affermano che il mantenimento dell'integrità tassonomica del gruppo Microphor+Schistostoma, integralmente trasportato all'interno dei Dolichopodidae, risponde ad esigenze di praticità di trattazione più che a rigorosi criteri filogenetici-tassonomici, in attesa dell'acquisizione di elementi più approfonditi. Le posizioni incerte o divergenti, in merito all'estensione della famiglia dei Dolichopodidae, si attestano su uno dei seguenti orientamenti:
1. Mantenimento dell'identità dei Microphoridae sensu Chvála distinta al rango di famiglia. Questa collocazione si riscontra, ad esempio, nella versione 1.3 del catalogo Fauna Europaea, risalente al 2007[8]. D'altra parte va notato che il consulente tassonomico per questa sezione della banca dati è lo stesso Chvála, il quale evidentemente conferma la sua originaria revisione del 1983.
2. Mantenimento dell'identità dei Dolichopodidae sensu stricto con acquisizione della natura parafiletica dei Microphoridae sensu Chvála. Questa posizione, più coerente della precedente, sotto l'aspetto filogenetico, è sostenuta ad esempio da Grichanov (2007), il quale tratta i Microphorinae sensu Sinclair & Cumming come famiglia distinta (Microphoridae) e colloca la sottofamiglia Parathalassiinae sensu Sinclair & Cumming come gruppo incertae sedis distinto sia dai Microphoridae sia dai Dolichopodidae sensu stricto[9]. A fronte della maggiore precisione rispetto all'inquadramento precedente, quello di Grichanov aumenta lo stato di incertezza e provvisorietà relativo all'albero tassonomico degli Empidoidea, peraltro già incerta dopo la revisione di Sinclair & Cumming[10].

A fronte di queste divergenze, nella letteratura più recente esistono tuttavia diverse fonti che adottano l'impostazione tassonomica di Sinclair & Cumming. Il progetto The Tree of Life, nonostante l'impostazione esuli da inquadramenti strettamente tassonomici e prenda in considerazione gli aspetti esclusivamente filogenetici, presenta la superfamiglia Empidoidea con l'inclusione implicita dei Microphoridae sensu Chvála nei Dolichopolidae, pur mettendo in evidenza l'incertezza in merito a questa relazione. D'altra parte, il supporto all'interpretazione estesa della famiglia Dolichopodidae viene proprio dai ditterologi promotori del progetto Tree of Life: in un'analisi cladistica su base molecolare, Moulton & Wiegmann (2007) confermano una significativa pertinenza del clade Dolichopodidae + Microphorinae. Il Biosystematic Database of World Diptera (BDWD), infine, supporta in pieno l'inquadramento tassonomico esteso, classificando nei Dolichopodidae i generi appartenenti ai Microphoridae sensu Chvála.
Adottando l'interpretazione estesa, la famiglia si suddivide nelle seguenti 17 sottofamiglie:
- Achalcinae
- Babindellinae
- Diaphorinae
- Dolichopodinae
- Enliniinae
- Hydrophorinae

- Medeterinae
- Microphorinae
- Neurigoninae
- Parathalassiinae
- Peloropeodinae
- Plagioneurinae

- Rhaphiinae
- Sciapodinae
- Stolidosomatinae
- Sympycninae
- Xanthochlorinae

Come si è detto, in letteratura si sottolinea lo stato di incertezza di cui si è detto, riassumendolo spesso con l'uso frequente delle locuzioni sensu lato e sensu stricto.
Attualmente si conoscono oltre 7000 specie di Dolicopodidi, ripartite fra circa 230 generi. L'elevato grado di biodiversità nelle regioni tropicali fa tuttavia ritenere che, in proiezione, il numero reale di specie di questa famiglia sia dell'ordine di 15000. È la famiglia più ricca, fra i Ditteri, dopo i Tipulidae e i Tachinidae. L'alto rapporto fra numero di specie e numero di generi è dovuto al fatto che alcuni generi sono ricchi di specie: ad esempio, il solo genere Dolichopus comprende oltre 500 specie. D'altra parte, generi così ricchi di specie sono soggetti spesso a revisioni perché sono polifiletici o contengono sinonimie o determinazioni errate; sempre facendo riferimento, ad esempio, al genere Dolichopus, in letteratura sono citate oltre 900 specie.

## Evoluzione
Si ipotizza che le forme ancestrali dei Dolichopodidae sensu stricto e dei Parathalassiinae migrarono da habitat terrestri, condivisi con i Microphorinae, verso habitat di transizione sui litorali marini. In questi habitat si verificò una disgiunzione evolutiva tra forme che hanno mantenuto l'habitat costiero e altre che sono secondariamente tornate nell'entroterra, invadendo habitat terrestri e zone umide d'acqua dolce.
Molteplici sono i reperti fossili attribuiti a questa famiglia. I fossili più antichi appartenenti alle sottofamiglie Microphorinae e Parathalassiinae risalgono rispettivamente al Cretaceo inferiore e al Cretaceo superiore, attestando l'origine mesozoica di queste linee primitive. Più incerta è la datazione della comparsa dei Dolichopodidae sensu stricto: i reperti fossili di questo raggruppamento risalgono alla prima fase del Terziario, in un periodo che si estende fra il Paleocene e il Miocene. Si ritiene che molte delle specie fossili descritte richiedano una differente collocazione sistematica, in quanto inquadrate in generi ancora esistenti, e che gli attuali Dolichopodidae sarebbero in realtà comparsi fra l'Eocene e l'Oligocene.

## Distribuzione
La famiglia ha un'ampia diffusione ed è largamente rappresentata in tutte le regioni zoogeografiche del pianeta ad esclusione dell'Antartide e, come si è detto, in un'ampia varietà di ambienti. L'areale della famiglia si estende dai tropici fino alle più elevate altitudini, anche in remote isole, e dalle zone costiere all'alta montagna.
In Europa sono segnalate circa 800 specie ripartite fra 65 generi, compresi i Microphoridae sensu Chvála. I generi più rappresentativi sono Dolichopus (131 specie), Medetera (101), Hercostomus (63), Raphium (49), Sciapus (40). Diversi generi hanno comunque un numero di specie non trascurabile, dell'ordine di 20-30.
In Italia è segnalata la presenza di circa 300 specie ripartite fra 46 generi. L'esatta consistenza dell'entomofauna relativa ai Dolicopodidi nel territorio nazionale è tuttavia poco conosciuta: la segnalazione di oltre 40 specie è infatti dubbia per vari motivi come l'eventualità di possibili sinonimie, errate identificazioni, insufficiente documentazione o mancanza di conferme, ecc. A prescindere da queste incertezze, la frequenza dei generi in Italia riflette quella europea: i generi più ricchi sono, infatti, Dolichopus (38 specie segnalate), Hercostomus (34), Medetera (21), Sciapus (18), Rhaphium (16), Chrysotus (15).

## Utilità

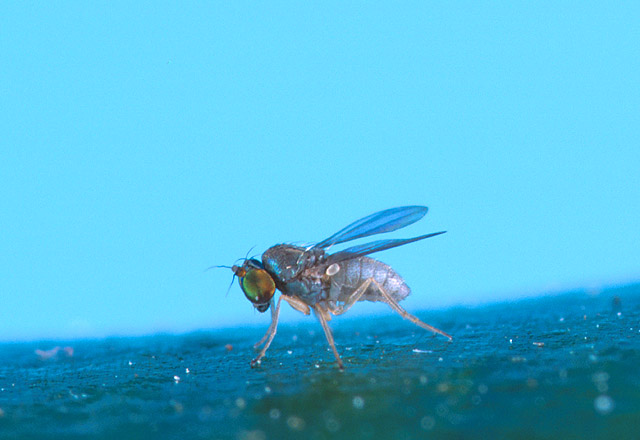
Thrypticus. È l'unico genere comprendente forme fitofaghe allo stadio larvale, occasionalmente dannose alle Monocotiledoni.

Nonostante l'ampia distribuzione e l'elevato numero di specie, la famiglia dei Dolichopodidae è poco menzionata sotto il punto di vista delle relazioni con gli insetti economicamente dannosi e l'agricoltura. La documentazione in materia di divulgazione agricola dedica infatti spazi più ampi - nell'ambito dei Ditteri entomofagi - a famiglie come quelle dei Tachinidi (parassitoidi allo stadio larvale), degli Asilidi (predatori in tutti gli stadi), dei Sirfidi (predatori allo stadio larvale in diversi generi). I Tachinidi, in effetti, rappresentano la seconda famiglia fra i Ditteri, in termini di numero di specie, e annoverano molte specie che svolgono un ruolo di primo piano come antagoniste di insetti fitofagi di grande importanza. Il ruolo dei Dolicopodidi è invece sottovalutato rispetto a quello degli Asilidi e dei Sirfidi: i primi, per la loro elevata polifagia, hanno un ruolo più generico e rivolgono la loro attività predatoria, spesso, anche nei confronti di insetti utili come gli Imenotteri Apoidei; nei secondi, l'importanza per l'attività predatoria è limitata solo ad una parte della famiglia, in quanto la maggior parte dei Sirfidi è rappresentata da forme saprofaghe allo stadio larvale.
È opinione comune che i Dolicopodidi allo stadio adulto siano insetti di grande utilità, in quanto la loro attività predatoria si concentra in particolare su categorie sistematiche comprendenti esclusivamente o in larga parte insetti particolarmente dannosi all'agricoltura o alla selvicoltura, come i Thysanoptera, Aphidoidea, Psylloidea. Non trascurabile è anche l'azione antagonista svolta nei confronti degli acari e dei nematoceri, anche se in questo caso vi si annoverano non solo specie dannose ma anche direttamente o indirettamente utili (acari predatori, ditteri saprofagi o predatori). L'altro aspetto significativo del ruolo dei Dolicopodidi è il notevole grado di biodiversità, che garantisce la presenza di questa famiglia negli ambienti più svariati, compresi gli agrosistemi e gli ecosistemi forestali, e in tutte le regioni del pianeta. I Dolicopodidi adulti entrano perciò nella composizione di quell'insieme genericamente denominato "entomofauna utile" e che svolge un ruolo indispensabile nel controllo biologico naturale degli insetti dannosi.
Le peculiarità comportamentali osservate in questa famiglia hanno messo in evidenza una stretta dipendenza fra la dinamica di popolazione delle singole specie di Dolicopodidi e il loro habitat. L'effettiva presenza e rappresentanza - in termini di biodiversità - sono perciò strettamente correlate al grado di integrità degli ecosistemi naturali e degli agrosistemi: i Dolicopodidi sono infatti minacciati dal degrado ambientale e la loro presenza è a rischio negli agrosistemi, negli insediamenti antropici e, in generale, in tutti gli ecosistemi soggetti a interventi antropici ad alto impatto ambientale.
Più incerto è il ruolo ecologico ricoperto dai Dolicopodidi allo stadio larvale, anche a causa delle modeste conoscenze relative alla biologia larvale di questa famiglia. D'altra parte la stretta relazione osservata, ad esempio, fra diverse specie di Medetera e larve di Scolitidi (Coleoptera: Curculionoidea), fa ritenere che almeno in casi specifici questi insetti possano svolgere un ruolo chiave o, comunque, contribuire al contenimento dei danni da parte degli insetti xilofagi.